# 大島 (徳島県)
大島（おおしま）とは、徳島県牟岐町にある周囲約8kmの無人島である。徳島県海部郡牟岐町に所属するため、牟岐大島（むぎおおしま）と呼ばれることも多い。今でも多くの自然が残されており、徳島県内では釣りやダイビングの名所として有名である。とくしま88景に選定。

## 地形
周囲約8 km、高さ約200 mの、かなり急勾配な地形を持つ島である。島の周囲も切り立っており、島の西部にある船着き場以外から上陸することは難しい。このような厳しい環境が人を寄せ付けず、今日まで多くの自然を残す結果となっている。
島の西部の入り江には男性器の先端に似た岩「珍宝岩」がある。昔、美しい姫が身投げしたところに現れた岩と伝えられ、姫神祭という奇祭が行われている。また、南西部には鰹のタタキの形をした高さ100mの岩壁「カツオのタタキ岩」がある。こちらは古来からの名称ではなく、2024年1月に小阪健一郎が命名した新しい名称である。
北方には櫂投島、西方には津島、小津島、出羽島がある。

## 動植物
島のほぼ全域に渡って樹木に覆われており、豊かな森林を形成している。タブノキ、シラタマカズラが主である。海では珊瑚礁が広く分布しており、イサキやクマノミなど温帯・亜熱帯の魚の楽園となっている。また、日本紅斑熱を媒介するマダニも多く、死者も出ているので注意が必要である。

## 交通手段
牟岐港から船に乗る以外に島に渡る手段はない。また、定期便は無いため、事前に地元のダイビングクラブや渡船業者に依頼する必要がある。島は個人所有の為、無断で立ち入る事はできない。